# Сестер, Свен

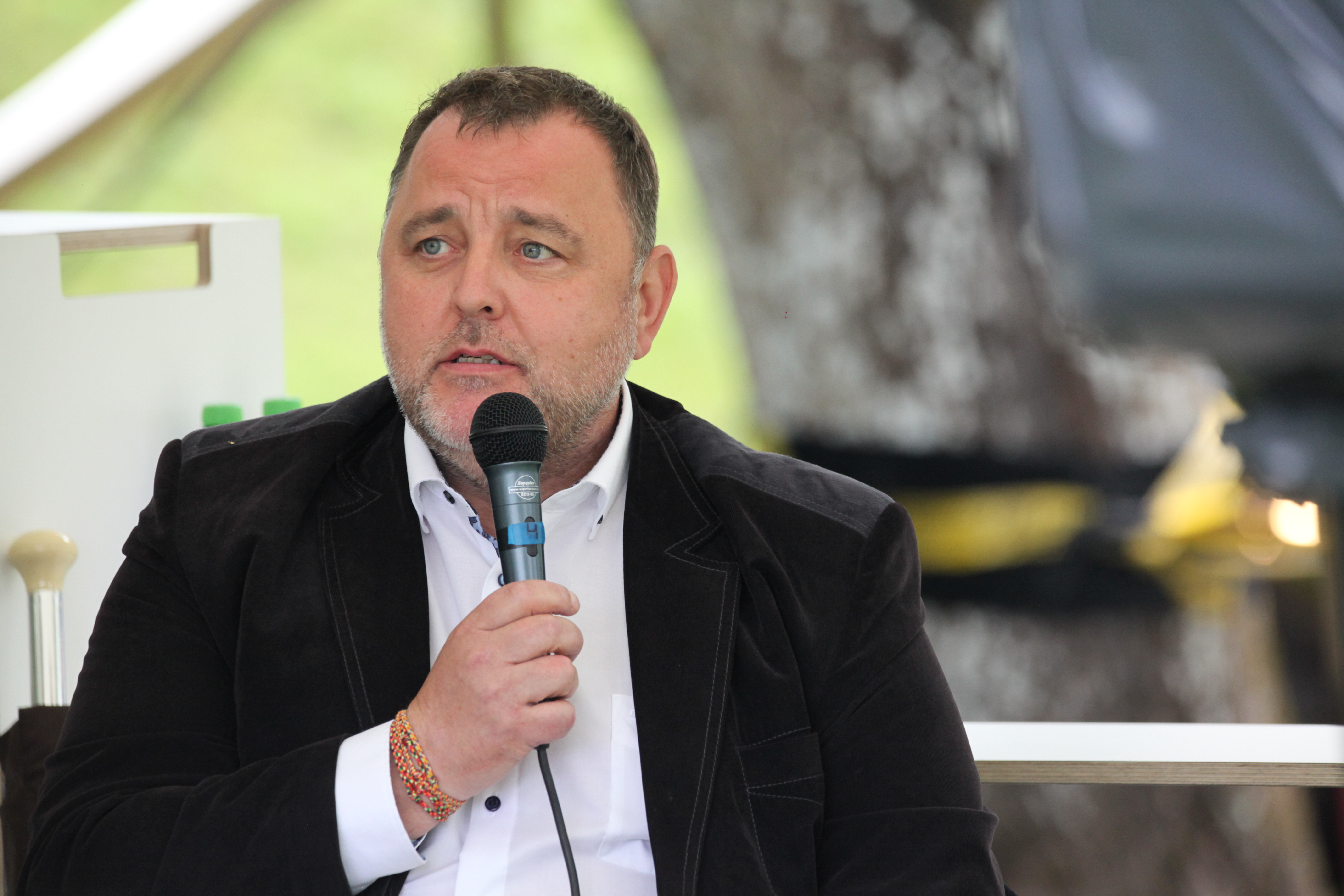
Свен Сестер (2021)

Свен Сестер (эст. Sven Sester, род. 14 июля 1969 года, Таллин, Эстонская ССР) — эстонский политический и государственный деятель. Член Рийгикогу (парламента Эстонии) от консервативной партии Союз Отечества и Res Publica. В прошлом — министр финансов Эстонии (2015—2017).

## Биография
Он родился 14 июля 1969 года в Таллине. После окончания школы в 1987 году, до 1993 года он учился в Таллинском техническом университете экономики и информационных технологий.
С 1990 по 1991 он работал специалистом по информационным технологиям в Центре изучения общественного мнения, затем с 1991 по 1992 года менеджером в «Selected Daily Mail», с 1992 по 1999 год сначала коммерческим директором, затем директором, а в последнее время заместителем председателя «ERI Real Estate» ООО, и, после её преобразования в Baltic Real Investments ОАО, он стал её генеральным директором.
С 2003 по 2005 он также стал председателем наблюдательного совета Эстонского Лото. Кроме того, с 2007 года он является членом Правления фирмы Roosikrantsi Hotell ООО.
С 1999 года является членом партии «Союз Отечества и Res Publica». С 2002 по 2003 он был заместителем председателя финансового комитета в городском совете Таллина. С 2003 по 2007 он был членом парламента в должности заместителя председателя Комитета по экономическим вопросам, а с 2009 года он работает в экономическом комитете парламента сначала заместителем, а потом председателем. Помимо этого, он также является членом правления в своей партии и правления района Таллина.
Он очень активен в социальной сфере. Он является президентом Эстонского «Турнир бридж лига» (Turnier Bridge Liga), членом правления Лайонс Клуб (Lions Clubs) в Таллине и вице-президентом Эстонской ассоциации малых и средних предприятий.
Свен Сестер говорит на эстонском, русском, английском и финском языках. Он женат, имеет четверых детей.

## Награды
- Медаль Балтийской ассамблеи (2007)[2].